# Jimmy Rowles
Jimmy Rowles, geboren als James George Hunter (Spokane, 19 augustus 1918 - Los Angeles, 28 mei 1996), was een Amerikaanse jazzpianist en componist.

## Biografie
Geboren als James George Hunter kreeg Rowles later de naam van zijn stiefvader. Hij studeerde aan de Universiteit van Washington in Seattle. In 1940 ging hij naar Los Angeles, waar hij werkte met Slim Gaillard, Lester Young, Benny Goodman en Woody Herman. Na zijn militaire diensttijd keerde hij terug naar Hermans band First Herd en Goodman en trad hij daarnaast op met Les Brown en Tommy Dorsey.
Tijdens de jaren 1950 en 1960 werkte hij overwegend als studiomuzikant en werd hij vooral bekend als begeleider van Billie Holiday (zoals bij haar album Music for Torching) en van Peggy Lee. In 1973 vertrok hij naar New York, waar hij o.a. duetten opnam met Stan Getz. Na zijn samenwerking met Ella Fitzgerald (tournees in 1981 en 1983) keerde hij terug naar Californië om voornamelijk op te treden in nachtclubs.
Oorspronkelijk als begeleider met een onuitputtelijk repertoire, waardeerden hem muzikanten als Henry Mancini en Tony Bennett ook vanwege zijn volumineuze klankrijkdom. Zijn song The Peacocks, die werd vereeuwigd in de speelfilm Round Midnight, werd een jazzstandard. Wayne Shorter, wiens balladenstijl veel ideeën van Rowles opnam, vertolkte zijn 502 Blues (Drinkin' and Drivin' ) op zijn Blue Note Records-album Adam's Apple (1966). Stacy Rowles' dochter werd bekend als bugeliste.

## Discografie
- 1954: Rare, But Well Done met Art Mardigan, Red Mitchell
- 1958: Let's Get Acquainted with Jazz (For People Who Hate Jazz) met Barney Kessel, Harold Land, Mel Lewis, Red Mitchell, Pete Candoli, Larry Bunker
- 1958: Weather in a Jazz Vane met Barney Kessel, Harold Land, Mel Lewis, Red Mitchell, Pete Candoli, Larry Bunker
- 1959: Upper Classmen met Larry Bunker, Pete Candoli, Barney Kessel, Harold Land, Mel Lewis, Red Mitchell
- 1960: Fiorello Uptown, Mary Sunshine Downtown, soloalbum
- 1963: Kinda Groovy, soloalbum
- 1968: Our Delight met Max Bennett, Chuck Berghofer, Larry Bunker, Nick Martinis
- 1972: Some Other Spring met Donald Bailey, Monty Budwig
- 1974: The Special Magic of Jimmy Rowles met Rusty Gilder
- 1974: Jazz Is a Fleeting Moment, soloalbum
- 1976: Grand Paws met Billy Hart, Buster Williams
- 1976: Music's the Only Thing That's on My Mind met George Mraz
- 1977: Heavy Love, soloalbum
- 1978: We Could Make Such Beautiful Music Together met George Mraz, Leroy Williams
- 1978: Isfahan, soloalbum
- 1978: Shade and Right met George Duvivier, Oliver Jackson
- 1978: Jimmy Rowles Trio on Tour [live] met George Duvivier, Walter Perkins
- 1979: Tasty! met Ray Brown
- 1980: Paws That Refresh met Billy Hart, Buster Williams
- 1981: Jimmy Rowles plays Duke Ellington and Billy Strayhorn, soloalbum
- 1983: The Peacocks met Stan Getz, Michael Moore, Michael Hashim, Joey Baron
- 1985: I'm Glad There Is You: Jimmy Rowles, Vol. 2 met Colin Bailey, Red Mitchell, Stacy Rowles
- 1985: With the Red Mitchell Trio met Colin Bailey, Red Mitchell, Stacy Rowles
- 1988: Sometimes I'm Happy, Sometimes I'm Blue met Donald Bailey, Ray Brown, Sweets Edison, Stacy Rowles
- 1988: Trio met Red Mitchell, Donald Bailey
- 1988: Plus 2, Plus 3, Plus 4 met Bill Berry, Larry Koonse, Ralph Penland, Eric Von Essen
- 1994: Lilac Time met Eric Von Essen

- Biblioteca Nacional de España: XX1099648
- Bibliothèque nationale de France: cb13899246v (data)
- CiNii: DA10833341
- Gemeinsame Normdatei: 134503325
- International Standard Name Identifier: 0000 0001 2023 7150
- Library of Congress Control Number: n82025138
- Nationale Bibliotheek van Letland: 000070271
- MusicBrainz: a80d07d1-3eb5-4fd8-acc9-ba097a6025d5
- Nationale Bibliotheek van Tsjechië: xx0135782
- Nationale Bibliotheek van Israël: 987007332735705171
- Nationale Bibliotheek van Polen: a0000002615729
- Istituto Centrale per il Catalogo Unico: LO1V270742
- SNAC: w6dz1hs3
- Système universitaire de documentation: 087452197
- Virtual International Authority File: 151145857962723021760
- WorldCat: E39PBJmxYbHmFM4vqc968CpByd